# 카미노
카미노(Camino)는 모질라의 렌더링 엔진인 게코 엔진에 기반한 OS X용 웹 브라우저이다. 게코 엔진에 기반한 웹 브라우저로서는 유일하게 코코아 API를 사용하는 애플리케이션이며, 파랑과 흰색을 기조로 한 아쿠아적인 외관과 탭 브라우징, 팝업 광고 차단과 동작의 가벼움을 특징으로 한다. 같은 게코 엔진을 탑재한 파이어폭스와 비교되는 일이 많은데, 확장성은 파이어폭스보다 떨어지나 속도면에서는 카미노가 압도적으로 유리한 편이다. 유니버설 바이너리로 배포되어, 인텔 CPU가 탑재된 매킨토시에도 대응하고 있다. 예전에는 키메라(Chimera)라는 명칭을 사용했으나 상표 문제 때문에 현재의 명칭으로 변경되었으며, 현재의 명칭인 '카미노'는 스페인어로 〈길〉이라는 뜻이다.
모질라 재단의 카미노 프로젝트에 의해 오픈 소스로 개발이 진행되며, 영어판 외에 다국어판이 공개되어 있으나 한국어는 아직 지원하지 않는다.
카미노 프로젝트와 관련하여 카미노와 같이 코코아 API를 사용하는 카미노와 닮은 꼴의 이메일 클라이언트인 코레오(모질라 선더버드 기반)가 개발중이며, 2007년 1월에 0.1판이 공개되었다.
2013년 5월 30일부로 개발이 중단되었다.

## 같이 보기
- 사파리
- 시몽키
- 시이라
- 아이캡
- 옵니웹